# Port lotniczy Touho
Port lotniczy Touho (IATA: TOU, ICAO: NWWU) – port lotniczy zlokalizowany w miejscowości Touho (Nowa Kaledonia).

## Linie lotnicze i połączenia
| Linia Lotnicza | Kierunek         |
| -------------- | ---------------- |
| Air Calédonie  | 1. Numea-Magenta |